# Mantis macrocephala
Mantis macrocephala es una especie de mantis de la familia Mantidae.

## Distribución geográfica y subespecies
Se encuentra en Asia Central.
- Mantis macrocephala brevidorsa (Tayikistán)
- Mantis macrocephala cama (Tayikistán)
- Mantis macrocephala fronticus (Tayikistán)
- Mantis macrocephala humilis (Kazajistán)
- Mantis macrocephala latiscutula(Tayikistán)
- Mantis macrocephala longidorsa (Kazajistán)
- Mantis macrocephala macrocephala Lindt, 1974 (Tayikistán)
- Mantis macrocephala polyphaga Lindt, 1976 (Tayikistán)
- Mantis macrocephala scanda Lindt, 1976 (Tayikistán)